# Sistema Hermann-Mauguin
Il sistema Hermann-Mauguin è una notazione utilizzata in cristallografia per descrivere i diversi gruppi puntuali, i gruppi planari e i gruppi spaziali. Deve il suo nome al cristallografo tedesco, Carl Hermann (che la creò nel 1928) e al mineralogista francese, Charles Victor Mauguin (il quale apportò modifiche nel 1931). Noto anche come sistema internazionale, il sistema è adottato come standard nelle Tabelle Internazionali per la Cristallografia ("International Tables For Crystallography" in inglese) sin dalla loro prima edizione del 1935.
La notazione di Hermann–Mauguin è preferita in cristallografia poiché introduce in modo chiaro e semplice elementi di simmetria traslazionale e specifica la direzione degli assi di simmetria.
Una notazione utilizzata in alternativa è il sistema Schoenflies, usata preferibilmente per classificare la simmetria delle molecole.

## Gruppi puntuali
Gli assi di rotazione sono indicati da un numero, n = 1, 2, 3, 4, 5, 6, 7, 8,... con angolo di rotazione, {\displaystyle \alpha =\left({\frac {2\pi }{n}}\right)}. Per le rotazioni improprie, la notazione di Hermann–Mauguin permette di indicare gli assi di rotoinversione, cosa non possibile nei sistemi Schoenflies e Shubnikov. Questi sono indicati dal numero n corrispondente alla rotazione, con macron, n = 1, 2, 3, 4, 5, 6, 7, 8,... (si legge "n meno" o "n barrato").  2 sarebbe equivalente a un piano di riflessione, e quindi si indica semplicemente con m. La direzione del piano di riflessione è definita in base alla direzione della perpendicolare ad esso, quindi nel caso di prima corrisponderebbe alla direzione dell'asse  2. 1 corrisponde invece ad una semplice operazione di inversione, attorno ad un punto detto centro di inversione.
Il sistema Hermann–Mauguin mostra assi e piani non equivalenti in un modo simmetrico. la direzione di un elemento di simmetria corrisponde alla sua posizione nel simbolo Hermann–Mauguin associato al gruppo. Se un asse di rotazione n e un piano di riflessione m hanno la stessa direzione (ovvero il piano è perpendicolare all'asse n), sono indicati da una frazione, n/m o {\displaystyle {n \over m}}.
Se due o più assi hanno la stessa direzione, viene mostrato unicamente l'asse a più alta simmetria, ovvero quello in grado di generare il pattern con più punti ripetuti. Per esempio, gli assi di rotazione 3, 4, 5, 6, 7, 8 generano 3-, 4-, 5-, 6-, 7-, 8-punti, rispettivamente. Invece gli assi di rotazione impropria, 3, 4, 5, 6, 7, 8 generano 6-, 4-, 10-, 6-, 14-, 8-punti rispettivamente. Nel caso questi elementi generino lo stesso numero di punti, prevale nella scelta l'asse di rotazione proprio. Per esempio, la combinazione 3/m è equivalente ad un asse di rotoinversione 6. Dato che 6 genera 6 punti e 3 ne genera solo 3, sarebbe opportuno scrivere 6 anziché 3/m (non 6/m, perché in 6 è già compreso il piano di riflessione m). Analogamente, nel caso in cui siano presenti gli assi 3 e 3, andrebbe scritto 3. Invece si scrive 4/m, e non  4/m, perché sia 4 sia 4 generano quattro punti. Nel caso della combinazione 6/m, dove sono presenti gli assi 2, 3, 6, 3, e 6, gli assi 3, 6, e 6 generano tutti 6 punti, ma si usa l'ultimo in quanto è l'unico asse di rotazione propria, quindi il simbolo usato diviene 6/m.
I 32 gruppi puntuali cristallografici tridimensionali sono indicati nel seguente modo, divisi nei 7 sistemi cristallini:
| Sistema cristallino       | Gruppi | Gruppi | Gruppi | Gruppi | Gruppi | Gruppi | Gruppi |
| ------------------------- | ------ | ------ | ------ | ------ | ------ | ------ | ------ |
| Triclino                  | 1      | 1      |        |        |        |        |        |
| Monoclino                 | 2      | m      | 2/m    |        |        |        |        |
| Ortorombico               | mm2    | 222    | mmm    |        |        |        |        |
| Tetragonale               | 4      | 4      | 4/m    | 4mm    | 422    | 42m    | 4/mmm  |
| Trigonale (o romboedrico) | 3      | 3      | 3m     | 32     | 3m     |        |        |
| Esagonale                 | 6      | 6      | 6/m    | 622    | 6mm    | 6/mmm  |        |
| Cubico                    | 23     | m3     | 43m    | 432    | m3m    |        |        |

I gruppi puntuali sono raggruppati all'interno del sistema cristallino in ordine di simmetria crescente. Un gruppo a più alta simmetria genera pattern a più punti in confronto ad un gruppo a bassa simmetria. Anche i vari sistemi cristallini sono elencati per simmetria crescente e da ciò si può dedurre che il gruppo puntuale a più alta simmetria sia il gruppo cubico m3m.
In tabella sono elencati 31 gruppi puntuali. Il gruppo 3/mm, appartenente al sistema trigonale, può essere trasformato attraverso un'operazione di centratura in un gruppo del sistema esagonale, 6m2 (nel sistema Schoenflies è indicato con il simbolo D3h).

## Gruppi planari (2D)
Anche i gruppi planari (detti "wallpaper groups" o "plane groups" in inglese) possono essere descritti attraverso la notazione di the Hermann–Mauguin. La prima lettera minuscola (solo per il caso 2D), p o c, rappresenta la cella unitaria primitiva o centrata. I numeri successivi rappresentano gli assi di rotazione, come nel caso dei gruppi puntuali. La presenza di piani di riflessione è indicata dalla lettera m, mentre i piani glide sono indicati solamente dalla lettera g.

## Gruppi spaziali (3D)
Il simbolo dei gruppi spaziali si compone di una lettera maiuscola (caso 3D) che descrive il tipo di centratura del reticolo di Bravais, è dai successivi simboli che descrivono gli elementi di simmetria indipendenti presenti nel sistema. Gli elementi di simmetria sono ordinati nello stesso modo indicato nella simbologia del corrispondente gruppo puntuale (che sarebbe il gruppo che si ottiene rimuovendo dai gruppi spaziali gli elementi di simmetria traslazionali). In aggiunta ai simboli per gli assi di rotazione e per i piani di riflessione, i gruppi spaziali possono contenere simboli associati ad elementi di simmetria più complessi, come gli assi elicogiri (combinazione di rotazione e traslazione) e i piani glide  (combinazione di riflessione lungo un piano e traslazione). Come risultato si ha che differenti gruppi spaziali possono corrispondere allo stesso gruppo puntuale. Per esempio si possono generare 28 gruppi spaziali dal gruppo puntuale mmm, scegliendo diversi tipi di reticolo di Bravais o piani glide. Tra i gruppi spaziali così generati sono presenti i gruppi: Pmmm, Pnnn, Pccm, Pban, Cmcm, Ibam, Fmmm, Fddd.

### Tipi di reticolo
Di seguito sono riportati i vari tipi di reticolo di Bravais e le lettere maiuscole ad essi associati, ottenibili in tre dimensioni con le operazioni di centratura:
- P: Primitivo (nessuna centratura)
- I: Corpo centrato (dal tedesco "Innenzentriert")
- F:  Facce centrate (dal tedesco "Flächenzentriert")
- A: Base centrato (solo faccia A)
- B: Base centrato (solo faccia B)
- C:  Base centrato (solo faccia C)
- R: Romboedrico

| Primitive    | Base centered    | Face centered      | Body centered     | Rhombohedral                        |
| ------------ | ---------------- | ------------------ | ----------------- | ----------------------------------- |
| Primitiva, P | Base centrata, C | Faccia centrata, F | Corpo centrata, I | Romboedrico in sistema esagonale, R |

### Assi elicogiri
Gli assi elicogiri, ("screw axis" in inglese) sono indicati da un simbolo, nm, in cui n rappresenta l'angolo di rotazione, derivabile dalla relazione {\displaystyle \alpha =\left({\frac {2\pi }{n}}\right)}. Per il pedice m, si considera la traslazione t che avviene lungo l'asse di rotazione, come frazione del vettore primitivo parallelo all'asse stesso, secondo la relazione {\displaystyle t=\left({\frac {m}{n}}\right)}. Per esempio, 21 è una rotazione di 180° (secondo ordine) seguita da una traslazione t=1/2 del vettore primitivo. 32 è una rotazione di 120° (terzo ordine) seguita da una traslazione t=2/3 del vettore primitivo.
I possibili tipi di assi elicogiri sono: 21, 31, 32, 41, 42, 43, 61, 62, 63, 64, e 65. Ci sono 4 paia di assi enantiomorfici, i (31 — 32), (41 — 43), (61 — 65), e (62 — 64). Questo enantiomorfismo comporta l'esistenza di 11 gruppi spaziali enantiomorfici, appartenenti a diversi sistemi cristallini ed elencati nella seguente tabella:
| Sistema cristallino   | Tetragonale | Tetragonale | Tetragonale | Trigonale | Trigonale | Trigonale | Esagonale | Esagonale | Esagonale | Esagonale | Cubico    |
| --------------------- | ----------- | ----------- | ----------- | --------- | --------- | --------- | --------- | --------- | --------- | --------- | --------- |
| Primo gruppo Numero   | P41 76      | P4122 91    | P41212 92   | P31 144   | P3112 152 | P3121 151 | P61 169   | P62 171   | P6122 178 | P6222 180 | P4132 213 |
| Secondo gruppo Numero | P43 78      | P4322 95    | P43212 96   | P32 145   | P3212 154 | P3221 153 | P65 170   | P64 172   | P6522 179 | P6422 181 | P4332 212 |

### Piani glide
I piani glide (o slittopiani in italiano) sono piani di riflessione a cui è associata una traslazione, t, permessa solo parallelamente al piano. Sono indicati dalle lettere a, b, o c a seconda del vettore reticolare a cui è parallela la riflessione, o dalle lettere n, d, e. I piani glide possono quindi essere:
- a, b, o c: traslazioni glide parallele ai corrispondenti vettori reticolari. (t=a/2, t=b/2, t=c/2)
- n: traslazioni glide semintere lungo il piano diagonale.
- d: traslazioni t=1/4 lungo il piano diagonale. Caso presente in gruppi spaziali con celle non primitive.
- e: due traslazioni glide lungo due differenti vettori seminteri di reticolo, ma con lo stesso piano di riflessione glide.

Il piano di tipo d è anche chiamato "diamond glide" in quanto è presente nel gruppo spaziale che descrive la cella unitaria della struttura del diamante.